# Île de Sein
Île de Sein (bretonsky Enez-Sun) je ostrov v Keltském moři. Patří k departementu Finistère v regionu Bretaň ve Francii. Má rozlohu 0,58 km² a žije na něm 280 obyvatel (rok 2022). Nachází se 8 kilometrů od pevniny (mys Pointe du Raz). Nejvyšší bod má pouze devět metrů nad mořem a za bouří bývá celý ostrov zaplaven. Na nedalekém skalisku byl vybudován maják Phare d'Ar-Men.
Okolní moře je pro lodi velmi nebezpečné a četná ztroskotání vedla k pověstem o místních čarodějnicích zvaných Gallizenae. Sein byl posledním místem ve Francii, jehož obyvatelé přijali křesťanství. Na ostrově se nacházejí pravěké menhiry. Místní krajinou se inspirovali malíři Jan Zrzavý, Émile Renouf a Maurice Boitel. Jean Becker zde natočil film Élisa.
Sein je známý také tím, že na počátku druhé světové války se všichni místní muži přidali k jednotkám Svobodné Francie. Po válce byl ostrov vyznamenán Ordre de la Libération a jeho obyvatelé byli zproštění placení daní.
Ostrov je součástí přírodního parku Parc naturel régional d'Armorique.

## Historie
Sein byl obydlen již od pravěku. V 1. století n. l. ostrov, označený jako Sena, popsal římský historik a geograf Pomponius Mela. Zmiňuje se o devíti kněžkách, které zde působily. Toto téma pak v první polovině 12. století převzal a rozvinul anglický kněz původem z Walesu Geoffrey z Monmouthu ve svém díle Vita Merlini, který spojil ostrov Sein s legendou o králi Artušovi a o Avalonu, popsanou v autorově spisu Historia Regum Britanniae.
Během druhé světové války ostrov obsadily německé jednotky. Maják Île de Sein (Le Phare de Goulenez), postavený v roce 1839 na severozápadním cípu ostrova, byl zničen – později byl v roce 1952 znovu postaven.

## Galerie

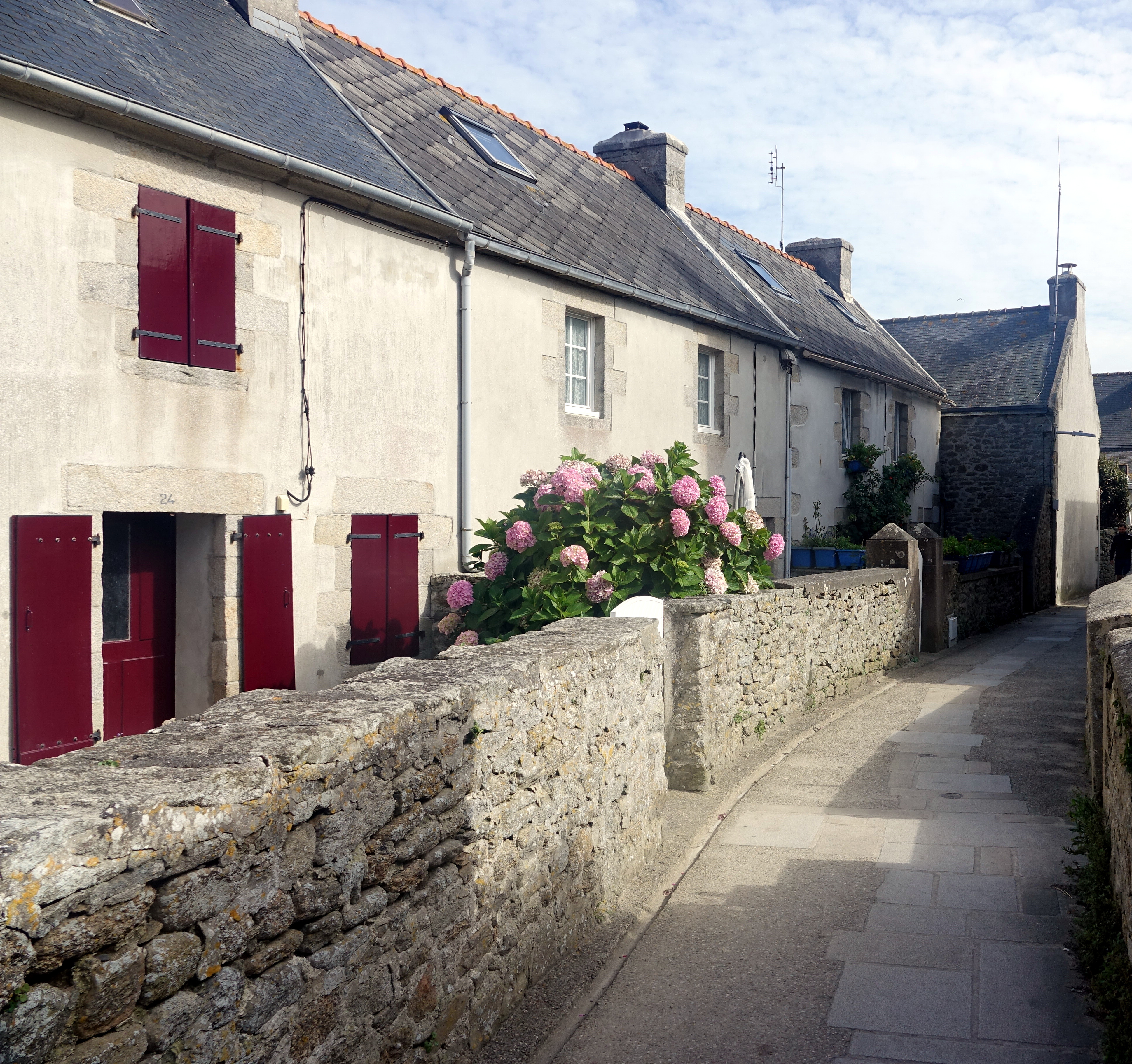
Ulička na Île-de-Sein
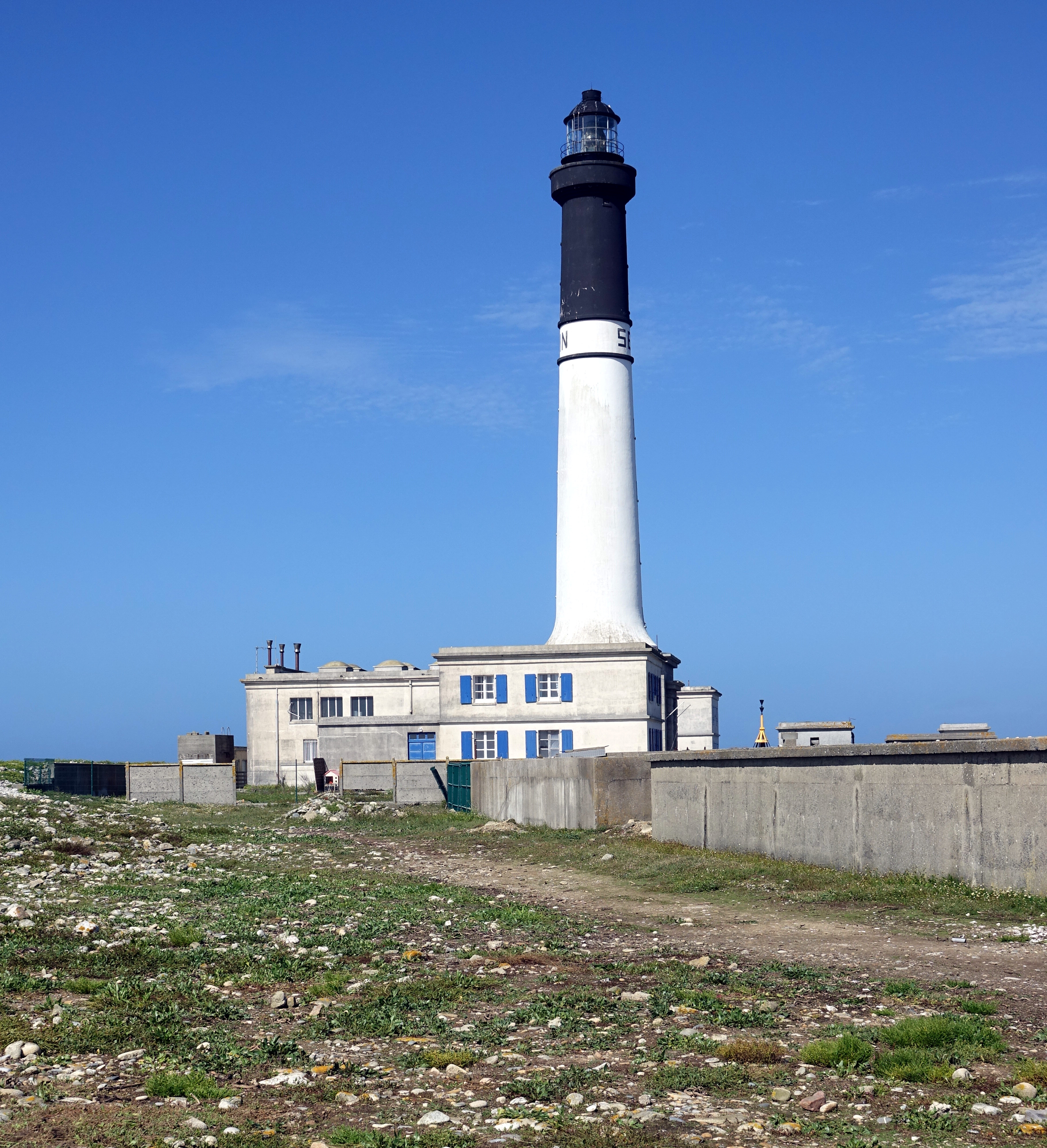
Velký maják
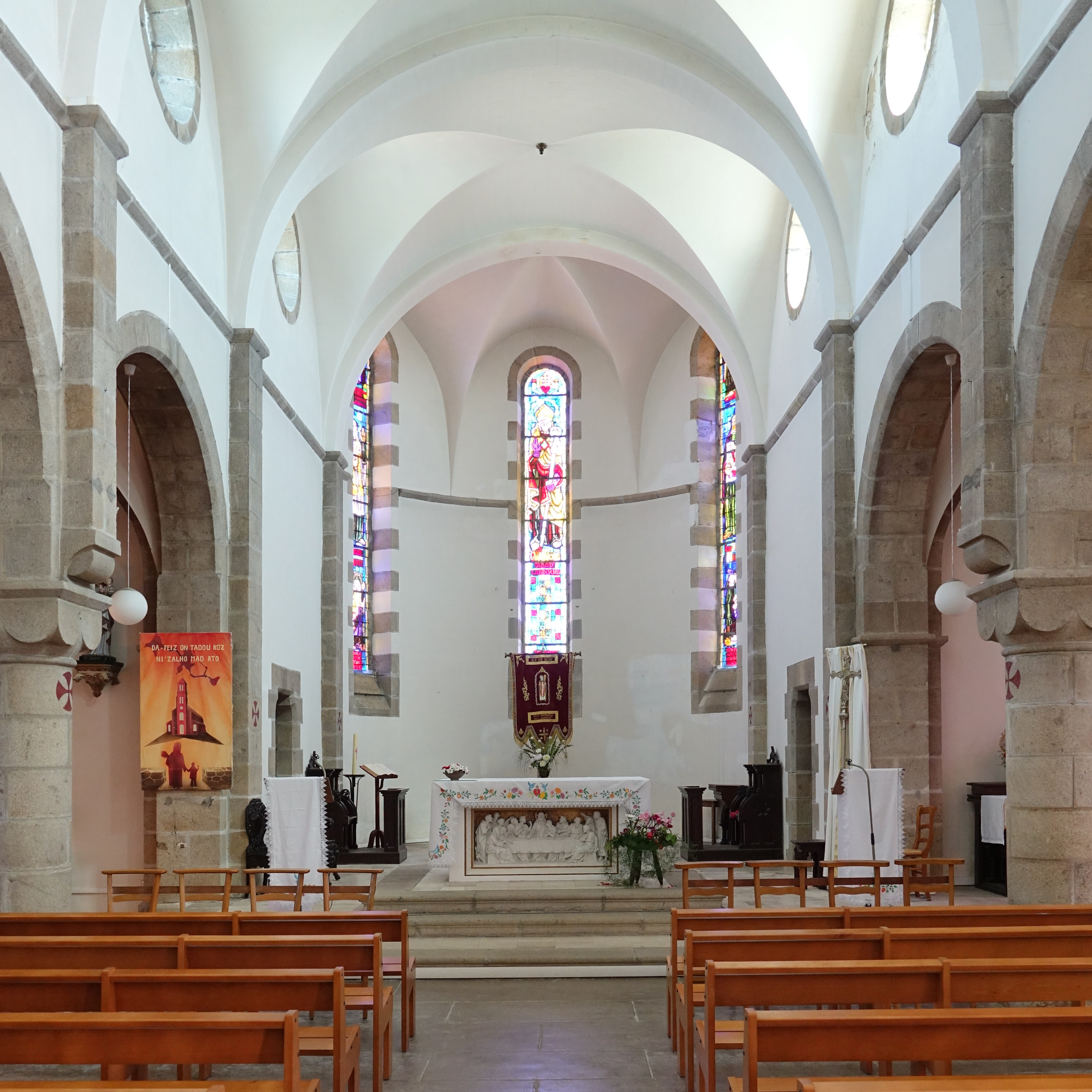
Interiér kostela Saint-Guénolé
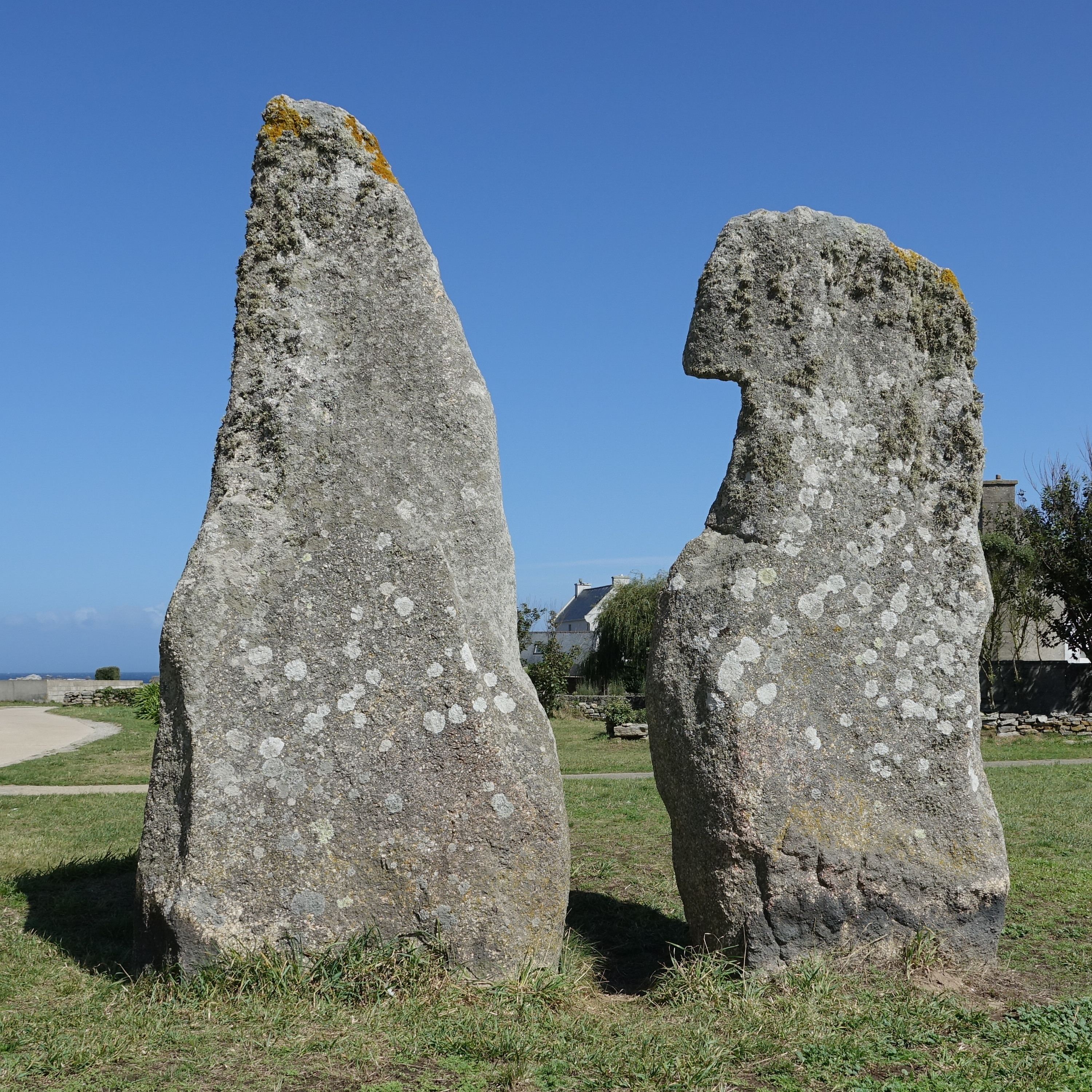
Menhiry zvané Ar Brigourien